# Nhật Cường
Võ Nhựt Cường, thường được biết đến với nghệ danh Nhật Cường là một nam diễn viên, nghệ sĩ hài kiêm nhà làm phim người Việt Nam.

## Tiểu sử
Võ Nhựt Cường sinh ngày 10 tháng 9 năm 1965, quê ở Nha Trang, Khánh Hòa trong gia đình không ai theo nghệ thuật, cha mẹ sống bằng nghề buôn bán.
Nhật Cường có niềm đam mê nghệ thuật từ nhỏ, không giống như nhiều nghệ sĩ khác bị đình công phản đối nghệ thuật, anh lại nhận được sự ủng hộ nhiệt tình từ phía gia đình. Nhật Cường mê Charlie Chaplin và đã đăng ký lớp kịch câm ở Nhà Văn hóa Thiếu nhi tỉnh Khánh Hòa.
Năm 1984, anh thi đậu vào Trường Đại học Sân khấu – Điện ảnh Thành phố Hồ Chí Minh và tốt nghiệp năm 1988.

## Danh sách hài kịch
Tiêu biểu:
- Liveshow Cười để nhớ 1: Con ma đề
- Liveshow Cười để nhớ 2: Những kiểu ngủm lãng xẹt
- Liveshow Cười để nhớ 3: Con ma đề 2
- Liveshow Cười để nhớ 4
- Liveshow Cười để nhớ 5
- Cười để nhớ Nụ cười xuân 2014
- Cười để nhớ Nụ cười xuân 2015
- Cười để nhớ Nụ cười xuân 2016
- Album ca nhạc hài "Mặt mụn dễ thương"
- Ra giêng anh cưới em
- Hung thần khu phố
- Sân ga tình người
- Thương đâu gã đó
- Tình y2k
- Trạng Lợn
- Đóa hồng gai
- Con tàu đến thiên đường
- Tuyển ca sĩ
- Ông cụ
- Kén rể
- Anh Tư tốt bụng
- Bác sĩ miệt vườn
- Chiếc kim kỳ diệu
- Nợ duyên
- Con cá độ
- Nỗi oan Thị Mầu
- Anh sui chị sui
- Những người lịch sự
- Vỡ mộng
- Chuyện tầm phào
- Bà xã tui number one
- Đệ nhất thần thấu
- Ngôi nhà hạnh phúc
- Du học
- Rượu
- Taxi may mắn
- Oan gia ngõ hẹp
- Đám cưới miệt vườn
- Ai tốt hơn
- Lấy chồng ngoại
- Những con vịt
- Bác Ba Phi
- Vì sao tôi điên
- Xích lô / Gieo gió gặt bão
- Tommy Tèo
- Ai câm?
- Hắc Bạch công tử
- Anh nuôi vui tính
- Đừng đùa với tình yêu
- Điên thời đại
- Người hùng sa đi
- Con ma
- Lan và Điệp thời @
- Chuyện không ngờ
- Cướp cạn
- Lò heo quay
- Hoa hậu trăm năm
- Mẹ yêu
- Giai điệu hoa hồng
- Lời thề thứ 9
- Vụ án 2.000 ngày
- Vụ án con bò
- Vụ án trộm trứng gà
- Quyền được phán xét
- Lôi vũ
- Ngoại tình
- Con ma đề
- Vỡ mộng
- Gậy ông đập lưng ông
- Nhiều chuyện
- Xích lô
- Thông gia đại chiến
- Cạm bẫy tiền
- Vì sao tôi điên
- Trùm nhiều chuyện
- Vọng ngoại
- Nhập vai xém nhập viện
- 52 Lá bài (Tôi yêu 52 lá)
- Ông là bà xã
- Có tiền có quyền
- Xóm vịt
- Ráp Ôi đồng tiền
- Đồng tiền kỳ diệu
- Tiền và đời
- Tiền là gì
- Tiền thắng tình thua

## Danh sách phim
Tiêu biểu:
- Live show Nhật Cường ( cười để nhớ) từ 1 đến 5
- Cổ tích Việt Nam: Chiếc áo tàng hình "phim truyền hình"
- Ngỡ ngàng "phim chiếu rạp" (năm 1986)
- Vị đắng tình yêu "phim chiếu rạp" (năm 1990)
- Lệnh truy nã 2 "phim chiếu rạp" (năm 1990)
- Vực thẳm tình yêu "phim chiếu rạp" (năm 1991)
- Mảnh tình nghiệt ngã "phim chiếu rạp" (năm 1989)
- Nước mắt học trò "phim chiếu rạp" (năm 1992)
- Yêu nàng hoa hậu "phim chiếu rạp" (năm 1993)
- Mênh mông tình buồn "phim chiếu rạp" (năm 1998)
- Bụi hồng "phim chiếu rạp" (năm 1997)
- Em và Michael "phim chiếu rạp" (năm 1994)
- Cô gái điên "phim chiếu rạp" (năm 1995)
- Xóm Cũ "phim truyền hình 1 tập" (năm 2003)
- Võ lâm truyền kỳ "phim chiếu rạp" (năm 2007)
- Quân ăn vui vẻ "phim truyền hình" (năm 2008, 2009)
- Sắc đẹp và danh vọng "phim truyền hình 46 tập" (năm 2010)
- Cụ Tổ hiển linh "phim truyền hình" (năm 2012)
- Thiên sứ lông bông "phim truyền hình 54 tập" (năm 2011)
- Album ca nhạc "Trọn đời bên em 10" (của ca sĩ Lý Hải) (năm 2009)
- Ông tơ, bà  nguyệt  vai Thiên Lôi  (2013)
- Cầu vồng sau mưa  vai Ông Tư (2011)
- Hoán đổi thân xác "phim chiếu rạp" (năm 2011)
- Truy tìm kho báu "phim truyền hình 35 tập" (năm 2011)
- Hiệp sĩ guốc vông (2013)
- Về quê "phim truyền hình 31 tập" (năm 2012)
- Yêu anh! Em dám không? "phim chiếu rạp" (năm 2013)
- Cổ tích thời @ "phim truyền hình" (năm 2013)
- Năm sau con lại về "phim chiếu rạp" (năm 2014)
- Bí mật lại bị mất "phim chiếu rạp" (năm 2014)
- Tỷ phú chăn vịt  vai Ông Tư Ếch  (năm 2014)
- Tần nương thất "phim truyền hình 30 tập" (năm 2015)
- Ba đâu có khóc "phim truyền hình 30 tập" (năm 2015)
- Cô Thắm về làng phần 3  vai Cậu Hai  (2018)

## Đạo diễn
- Phim: “Lệnh truy nã”, “Nước mắt học trò”, “Mảnh tình nghiệt ngã”, “Về trong sương mù”…[3]
- Kịch truyền hình của chương trình Trong nhà ngoài phố như: “Con ma pháo”, “Hung thần khu phố”…[3]
- Series hài Tài Tiếu Tuyệt
- Các series hài và ca nhạc của Trung tâm băng nhạc Rạng Đông
- Các series hài và ca nhạc của Trung tâm băng nhạc Hoa Biển
- Các series hài và ca nhạc của Trung tâm băng nhạc Làng Văn
- Các series hài của các đài truyền hình
- Album hài "Mặt mụn dễ thương"
- Hài kịch "Vỡ mộng", "Những con vịt", "Ai câm?", "Chiếc kim kỳ diệu", "Oan gia ngõ hẹp", "Cá độ", "Tommy Tèo", "Kén rể", "Chuyện tầm phào", "Vì sao tôi điên", "Cơn lốc điện thoại", "Lấy chồng ngoại", "Giai điệu hoa hồng", "Thần bài", "Ông cụ"…
- Hài kịch "Chuyện không ngờ", "Điên thời đại", "Lăng kính cuộc đời"...
- Liveshow Nhật Cường: Cười để nhớ 1 - Con ma đề
- Liveshow Nhật Cường: Cười để nhớ 2 - Những kiểu ngủm lãng xẹt
- Liveshow Nhật Cường: Cười để nhớ 3 - Con ma đề 2
- Liveshow Nhật Cường: Cười để nhớ 4
- Liveshow Nhật Cường: Cười để nhớ 5 - Tiền nhiều để làm gì?làm gì để nhiều tiền
- DVD Nụ cười xuân 1
- DVD Nụ cười xuân 2
- DVD Nụ cười xuân 3
- Nhật Cường Cười để nhớ Nụ cười xuân 2014
- Nhật Cường Cười để nhớ Nụ cười xuân 2016
- Phim chiếu rạp "Cô gái điên" năm 1995
- Liveshow Lý Hải 2014
- Phim chiếu rạp "Bí mật lại bị mất" năm 2014

## MV
- MV ca nhạc: Chuyện tình người trinh nữ tên Thi - Như Quỳnh (Paris by Night 41 - 1997)
- MV ca nhạc: hãy vui chơi
- MV ca nhạc: Thói đời
- MV ca nhạc: Giả từ
- MV ca nhạc: Đập vỡ cây đàn
- MV ca nhạc: kiếp đánh đề
- MV ca nhạc: Tiền là gì?
- MV ca nhạc: Tiền thắng tình thua
- MV ca nhạc: Đêm buồn tỉnh lẽ
- MV ca nhạc: túp lều lý tưởng
- MV ca nhạc: Đón Xuân ước nguyện
- MV ca nhạc hài: Ai tốt hơn
- MV ca nhạc hài: Giờ tôi đã biết
- MV ca nhạc hài: Mất nhau rồi
- MV ca nhạc hài: Xe ôm
- MV ca nhạc hài: Gieo neo chữ tình
- MV ca nhạc hài: 52 Lá bài
- MV ca nhạc hài: Làm quen
- MV ca nhạc hài: Hoài cổ ( công tử bạc Liêu )
- MV ca nhạc hài: 2 thế giới
- MV ca nhạc hài: chuyện tình Lang cang
- MV ca nhạc hài: chìm vào hư vô
- MV ca nhạc hài: Lỗi lầm
- MV ca nhạc hài: Cậu ba lục bình

## Chương trình truyền hình
- Gala cười - Diễn viên
- Gặp nhau cuối tuần - Diễn viên
- Vitamin cười - Diễn viên
- Thăm nhà người nổi tiếng - Khách mời
- Kỳ án Đông Tây kim cổ - Diễn viên
- Tài tiếu tuyệt mùa 1,2,3 - Đạo diễn, diễn viên
- Đẳng cấp Troller - Giám khảo
- Cười xuyên Việt - Giám khảo
- Hội ngộ danh hài - Diễn viên
- Gõ cửa thăm nhà - Khách mời
- Nhà có khách cùng Thuý Nga - Khách mời